# 北斗普度公壇
23°52′14″N 120°31′30″E / 23.870495°N 120.524926°E
北斗普度公壇，是位於臺灣彰化縣北斗鎮五權里的大士爺廟，被列為彰化縣歷史建築，為北斗地區普渡重要地點之一。

## 沿革
昔日的北斗街南側是水患頻繁的東螺溪，加上分類械鬥，不免有許多傷亡。先民在嘉慶三年（1798年）於舊名「三角湧」的地點建立普度公壇。

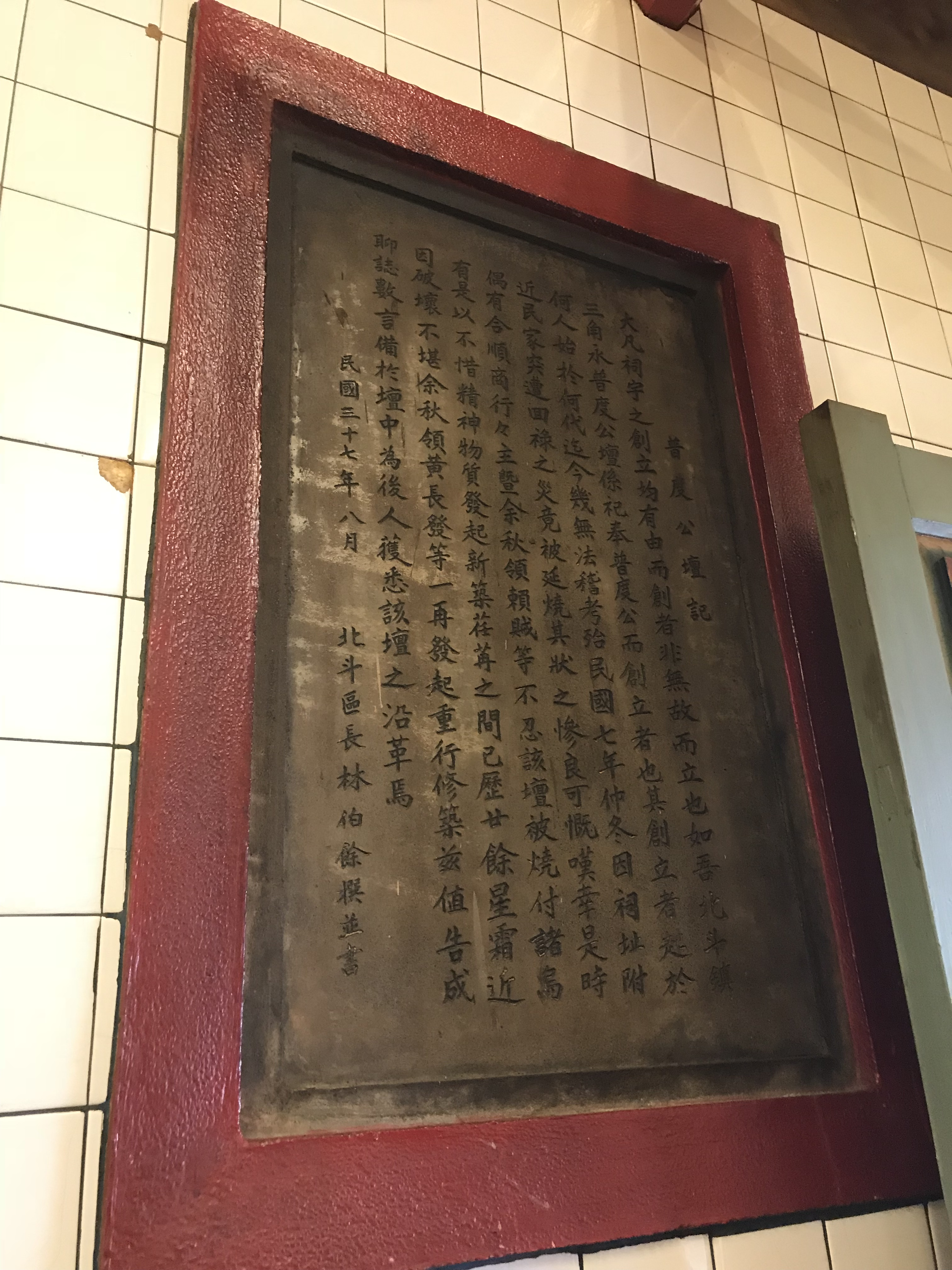
北斗普度公壇記

據當地居民說，此地離舊濁水溪不到1公里，早年大水漫過河岸成災，惟大水流到該廟前就停止。當地還傳說北斗奠安宮供奉的東螺媽曾向武舉人陳聯登託夢，指大水將淹沒普度公壇一帶，隔日東螺溪果然發生水災。
1918年再修建，至1948年曾毀於水患，信眾集資重修，為單開建築，正殿前方有一拜殿。2007年12月7日，審議委員通過將北斗大眾爺廟、北斗普度公壇、蛤蜊兵營等列為文資保護。2008年報導壇旁的大榕樹與廟體建築緊緊依偎，導致廟身龜裂，當時五權里里長林仲三表示廟身出現至少五處大小不一的裂縫。次年受莫拉克風災嚴重漏水，屋頂中脊部分變形與塌陷，造成室內嚴重漏水及部分樑柱蛀蝕，於是縣府針對周邊排水系統及景觀環境整修，包括屋頂、屋架、山牆氣窗、彩繪清洗、室內外地坪、建築牆體、水電管線、前埕採光罩等。共斥資新台幣200萬元整修，2010年7月16日舉行入火安座大典。

## 祭祀
該壇每年農曆七月的普度，是北斗地區四大普度活動之一。
雲林科技大學漢學研究所講師謝瑞隆表示，臺灣主祀普度公的廟宇並不多。此壇的普度公非一般用紙紮，而是有神像。其神像造型為口吐舌頭，左手持斧頭，右手持幡，上書「白靈幅接引西方」等字。每當地方大型普度祭儀，主辦單位會前來擲筊，請此廟普度公神像到現場坐鎮數日，遇到熱門時節還得排隊等待。
配祀地藏王菩薩、城隍爺和土地公，正殿門神為賞善司與罰惡司。

## 周遭
壇前的水泥圓桌，為被封的一口古井。據北斗耆紳陳亮居遺留手稿，日本政府在北斗開鑿八口水井，後僅存四口，地點分別在此壇前埕西南角、七星里蘇府王爺廟與北斗紅磚市場旁、居仁里謝百江宅、北斗奠安宮前埕西南角四處。以往普度公壇附近為竹材市集，井水取用頻繁，但自來水普及後，廟方以水泥密封。
壇旁的大榕樹，是北斗重要的老樹。

## 外部連結
- 北斗普度公壇的Facebook專頁